# Gallorömische Villa (Andilly-en-Bassigny)
Die gallorömische Villa von Andilly-en-Bassigny war ein römerzeitliches Landgut auf dem Gebiet der heutigen Gemeinde Andilly-en-Bassigny (Département Haute-Marne), etwa 1,5 km entfernt von einer römischen Nebenstraße von Langres nach Bourbonne-les-Bains. Die Gebäudereste wurden 1986 als Monument historique eingestuft.

## Entdeckungsgeschichte

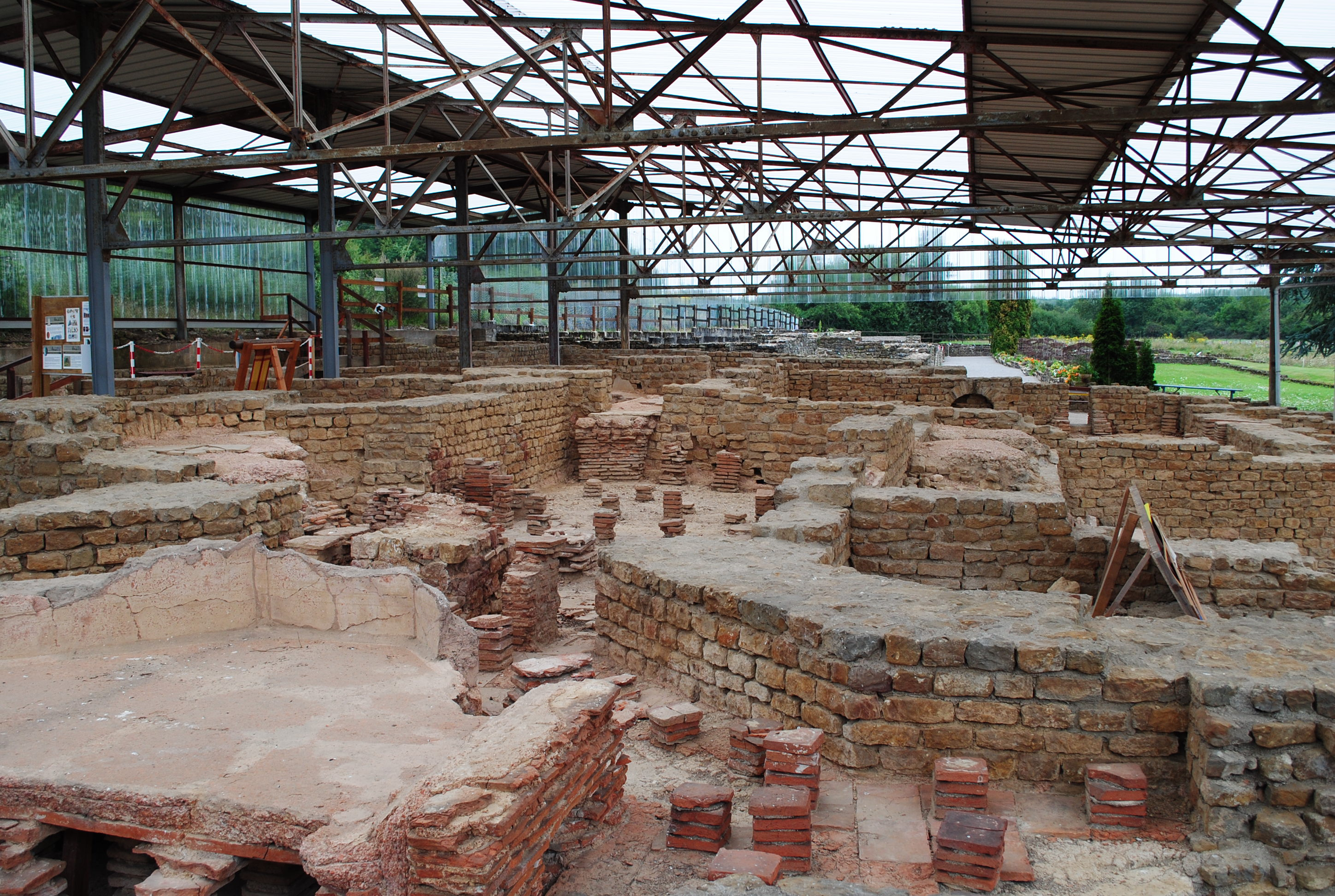
Ergrabene Fundamente der Villa

Ein Artikel aus dem Jahr 1832 erwähnt erste Funde in der Flur Haies-de-la-Corbechère, die aus einer merowingischen Nekropole stammen: einen Sarkophag mit Scramasax und Speerspitze, letzterer befindet sich im Museum von Langres. Die Stätte wurde beim Bau der Eisenbahnlinie von Chalindrey nach Mirecourt im Jahr 1878 entdeckt und teilweise zerstört. Die erste Ausgrabung erfolgte 1894 durch den Dorfpfarrer Virgile Multier (1859–1932). Er legte Teile eines Frigidariums (Kaltbeckens) und einige Nebenräume frei.
Die Stätte wurde aufgegeben, in den 1960er Jahren wiederentdeckt und von Pierre Ballet und Thérèse Zeyer von der Société des Sciences naturelles et d’archéologie de Haute-Marne (SSNAHM) erneut ausgegraben. Sie brachten ein großes Bauwerk ans Tageslicht, das mit einem monumentalen und mit Garderobe, Warmraum, Warmbecken, Dampfbad und Kaltbecken besonders gut erhaltenen Thermalbad ausgestattet war.
Der Wohnteil des Geländes erstreckt sich über etwa 1,5 Hektar. Wie durch geophysikalische Prospektion entdeckt wurde, nimmt der landwirtschaftliche Teil mehrere Hektar ein. Dieses Ensemble wurde ab dem 1. Jahrhundert n. Chr. gebaut und bis zum 4. Jahrhundert bewohnt. Jüngere Forschungen zeigen, dass der heute sichtbare Zustand im Wesentlichen vom Ende des 3. bzw. Anfang des 4. Jahrhunderts stammt.
Die archäologischen Ausgrabungen der 1960er Jahre förderten schließlich auch eine merowingische Nekropole mit etwa hundert Gräbern zutage, die in den Ruinen der Villa errichtet wurden und auf das 6. und 7. Jahrhundert datiert werden.
Die ehrenamtliche Forschung unter der Leitung von Thérèse Zeyer endete 1992. Im Jahr 2007 wurden die bis heute andauernden Ausgrabungen in professionellem Rahmen durch die Denkmalpflege des Départements Haute-Marne wieder aufgenommen.